# اشلی مورای
اشلی مورای (انگلیسی: Ashleigh Murray؛ زادهٔ ۱۸ ژانویهٔ ۱۹۸۸) یک هنرپیشه و خواننده اهل ایالات متحده آمریکا است.
از فیلم‌ها یا برنامه‌های تلویزیونی که وی در آن نقش داشته‌است می‌توان به ریوردیل اشاره کرد.